# Velká Británie na Letních olympijských hrách 1920
Velkou Británii na Letních olympijských hrách v roce 1920 v belgických Antverpách reprezentovalo 235 sportovců (219 mužů a 16 žen) ve 21 sportovních odvětvích.

## Medailová umístění
| Medaile | Jméno | Sport             | Disciplína                            |
| ------- | --- | ----------------- | ------------------------------------- |
| Zlato   | Harry Mallin | Box               | Muži do 72,58 kg                      |
| Zlato   | Ron Rawson | Box               | Muži nad 79,38 kg                     |
| Zlato   | Harry Haslam Jack Bennett Charles Atkin Harold Cooke Eric Crockford Cyril Wilkinson William Smith Stanley Shoveller Rex Crummack Arthur Leighton Sholto Marcon George McGrath Jack MacBryan Harold Cassels Colin Campbell | Pozemní hokej     | Turnaj mužů                           |
| Zlato   | Harry Ryan Thomas Lance | Cyklistika        | Muži tandem                           |
| Zlato   | Albert Hill | Atletika          | Muži běh na 800 m                     |
| Zlato   | Albert Hill | Atletika          | Muži běh na 1500 m                    |
| Zlato   | Percy Hodge | Atletika          | Muži běh na 3000 metrů překážek       |
| Zlato   | Cecil Griffiths Robert Lindsay John Ainsworth-Davis Guy Butler | Atletika          | Muži štafeta 4 × 400 m                |
| Zlato   | Charles Smith Noel Purcell Chris Jones Charles Bugbee Billy Dean Paul Radmilovic Bill Peacock | Vodní pólo        | Turnaj mužů                           |
| Zlato   | Tim Melvill Frederick Barrett Lord Wodehouse Vivian Lockett | Pólo              | Turnaj mužů                           |
| Zlato   | George Canning Fred Holmes Frederick Humphreys Edwin Mills John Sewell James Shepherd Harry Stiff Ernest Thorne | Přetahování lanem | Turnaj mužů                           |
| Zlato   | Winifred McNairová Kathleen McKaneová | Tenis             | Ženy čtyřhra                          |
| Zlato   | Noel Turnbull Max Woosnam | Tenis             | Muži čtyřhra                          |
| Zlato   | Cyril Wright Dorothy Wright Robert Coleman William Maddison | Jachting          | Třída 7 m formule 1907                |
| Stříbro | Alex Ireland | Box               | Muži do 66,68 kg                      |
| Stříbro | Thomas Johnson | Cyklistika        | Muži sprint                           |
| Stříbro | Albert White Thomas Johnson Jock Stewart Cyril Alden | Cyklistika        | Družstvo mužů na 4000 m stíhací závod |
| Stříbro | Cyril Alden | Cyklistika        | Muži 50 km                            |
| Stříbro | Guy Butler | Atletika          | Muži běh na 400 m                     |
| Stříbro | Philip Noel-Baker | Atletika          | Muži běh na 1500 m                    |
| Stříbro | Joe Blewitt Albert Hill William Seagrove James Hatton Duncan McPhee Percy Hodge | Atletika          | Družstvo mužů běh na 3000 m           |
| Stříbro | James Wilson Frank Hegarty Alfred Nichols Christopher Vose Walter Freeman Larry Cummins | Atletika          | Družstvo mužů přespolní běh           |
| Stříbro | Hilda James Constance Jeans Charlotte Radcliffe Grace McKenzie | Plavání           | Ženy štafeta 4 × 100 m volný způsob   |
| Stříbro | Eileen Armstrongová | Skoky do vody     | Ženy věž 10 m                         |
| Stříbro | Dorothy Holmanová | Tenis             | Ženy dvouhra                          |
| Stříbro | Geraldine Beamishová Dorothy Holmanová | Tenis             | Ženy čtyřhra                          |
| Stříbro | Kathleen McKaneová Maxwell Woosnam | Tenis             | Smíšená čtyřhra                       |
| Stříbro | Jack Beresford | Veslování         | Muži skif                             |
| Stříbro | Ewart Horsfall Guy Oliver Nickalls Richard Lucas Walter James John Campbell Sebastian Earl Ralph Shove Sidney Swann Robin Johnstone                                                                                       | Veslování         | Muži osmiveslice                      |
| Bronz   | William Cuthbertson | Box               | Muži do 50,8 kg                       |
| Bronz   | George McKenzie | Box               | Muži do 53,53 kg                      |
| Bronz   | Harold Franks | Box               | Muži do 79,38 kg                      |
| Bronz   | Harry Ryan | Cyklistika        | Muži sprint                           |
| Bronz   | Harry Edward | Atletika          | Muži běh na 100 m                     |
| Bronz   | Harry Edward | Atletika          | Muži běh na 200 m                     |
| Bronz   | James Wilson | Atletika          | Muži běh na 10 000 m                  |
| Bronz   | Charles Gunn | Atletika          | Muži chůze na 10 km                   |
| Bronz   | Phyllis Johnsonová Basil Williams | Krasobruslení     | Sportovní dvojice                     |
| Bronz   | Leslie Savage Percy Peter Henry Taylor Harold Annison | Plavání           | Muži štafeta 4 × 200 m volný způsob   |
| Bronz   | Kathleen McKaneová | Tenis             | Ženy dvouhra                          |
| Bronz   | Philip Bernard | Zápas             | muži, volný styl do 60 kg             |
| Bronz   | Peter Wright (volnostylař) | Zápas             | muži, volný styl do 67,5 kg           |